# Orcya hewitsoni
Orcya hewitsoni är en fjärilsart som beskrevs av Johnson 1990. Orcya hewitsoni ingår i släktet Orcya och familjen juvelvingar. Inga underarter finns listade i Catalogue of Life.